# Lycomimus albocinctus
Lycomimus albocinctus là một loài bọ cánh cứng trong họ Cerambycidae.